# Craugastor taurus
Espèce
Synonymes
- Eleutherodactylus taurus Taylor, 1958

Statut de conservation UICN

 CR A2ace : 
En danger critique
Craugastor taurus est une espèce d'amphibiens de la famille des Craugastoridae.

## Répartition
Cette espèce se rencontre entre 25 et 525 m d'altitude autour du golfe Dulce au Costa Rica et au Panama.

## Description
Les mâles mesurent de 41 à 42 mm et les femelles de 43 à 76 mm.

## Menaces et protection
L'espèce était abondante par le passé, mais qui n'est plus observé à partir des années 2000, à l'exception d'un individu unique en 2001. En décembre 2014, une équipe d'herpétologistes Costa-ricains annoncent leur redécouverte de l'espèce dès décembre 2011.

## Publication originale
- Taylor, 1958 : Additions to the known herpetological fauna of Costa Rica with comments on other species. The University of Kansas Science Bulletin, vol. 39, no 1, p. 1-40 (texte intégral).